# Iguaba Grande
Iguaba Grande est une municipalité de l'État de Rio de Janeiro au Brésil.
Sa population était estimée à 22 858 habitants en 2010. Elle s'étend sur 53,601 km2.
Elle fait partie de la Microrégion des Lacs dans la Mésorégion Baixadas Littorales.

## Maires
| Période | Période | Identité                          | Étiquette | Qualité |
| ------- | ------- | --------------------------------- | --------- | ------- |
| 2009    | 2012    | Oscar Bandeira do Carmo Magalhães | PSDB      |         |